# هرمان ولاخ
هرمان ولاخ (انگلیسی: Hermann Wlach; ۱۱ اوت ۱۸۸۴ – ۲۸ ژانویهٔ ۱۹۶۲) بازیگر تئاترو بازیگر سینما اهل کشور اتریش بود.
از فیلم‌ها یا برنامه‌های تلویزیونی که وی در آن نقش داشته‌است می‌توان به ۱۹۱۴ اشاره کرد.